# نيفين صندوقة
نيفين صندوقة (من مواليد 15 أكتوبر 1982) هي ناشطة نسوية وناشطة سلام فلسطينية من القدس الشرقية. وهي تشغل حاليًا منصب المدير الإقليمي لتحالف السلام في الشرق الأوسط.

## الحياة المبكرة والتعليم
نشأت نيفين في حي شعفاط في القدس الشرقية. حصلت على شهادة الثانوية العامة من كلية شميدت للبنات في القدس.
حصلت نيفين على درجة الماجستير في الديمقراطية وحقوق الإنسان من جامعة بيرزيت. كما حصلت على درجة البكالوريوس في العلوم من جامعة بيت لحم.[بحاجة لمصدر]

## المهنة والنشاط
في عام 2014، شاركت نيفين في برنامج القيادة للزوار الدوليين بالولايات المتحدة، حول موضوع حل النزاعات.
بعد تخرجها من جامعة بيت لحم، بدأت نيفين العمل في منظمة أوكسفام البريطانية في القدس، ثم عملت في منظمة كير الدولية في الضفة الغربية وغزة. وفي وقت لاحق من عام 2015، أصبحت المديرة المشاركة لمعهد البحوث والدراسات الاستقصائية في فلسطين، وحضرت أيضًا مؤتمر الأمم المتحدة لعامي 2021 و2022 بشأن قضية القدس، حيث كانت متحدثة في اللجنة. كما شاركت كمتحدثة في العديد من المؤتمرات والفعاليات الأخرى بما في ذلك المؤتمر السنوي لجي ستريت.
في 27 أكتوبر 2023، ظهرت نيفين في برنامج ال51% على قناة فرانس 24.
كما عملت صندوقا أيضًا مع الجمعية الألمانية للتعاون الإنمائي.
تدير نيفين مبادرة "جودي - مني إليك"، وهي مبادرة شعبية تهدف إلى ربط النساء، وهي عضو مجلس إدارة مركز القدس للمرأة ومنظمة إلى الأمام المرأة العالمية، وهي عضو في المجموعة المرجعية الدولية لمجلس الكنائس العالمي، وهي المديرة التنفيذية لمنظمة حقوقنا غير الحكومية ومقرها القدس.

## الحياة الشخصية
لدى نيفين ابن.